# 马克斯·普朗克射电天文研究所
马克斯·普朗克射电天文研究所（德語：Max-Planck-Institut für Radioastronomie，缩写为MPIR）位於德國波恩，是馬克斯·普朗克學會所屬的80個機構之一。

## 歷史
馬克斯·普朗克電波天文研究所是以波恩大學原有，由奥托·哈亨贝格領導的電波天文學系與新成立的馬克斯·普朗克研究所聯合成立的。在1972年，啟用了埃弗尔斯贝格的100米電波望遠鏡。在1983年和2002年兩度擴大了學院的建設。

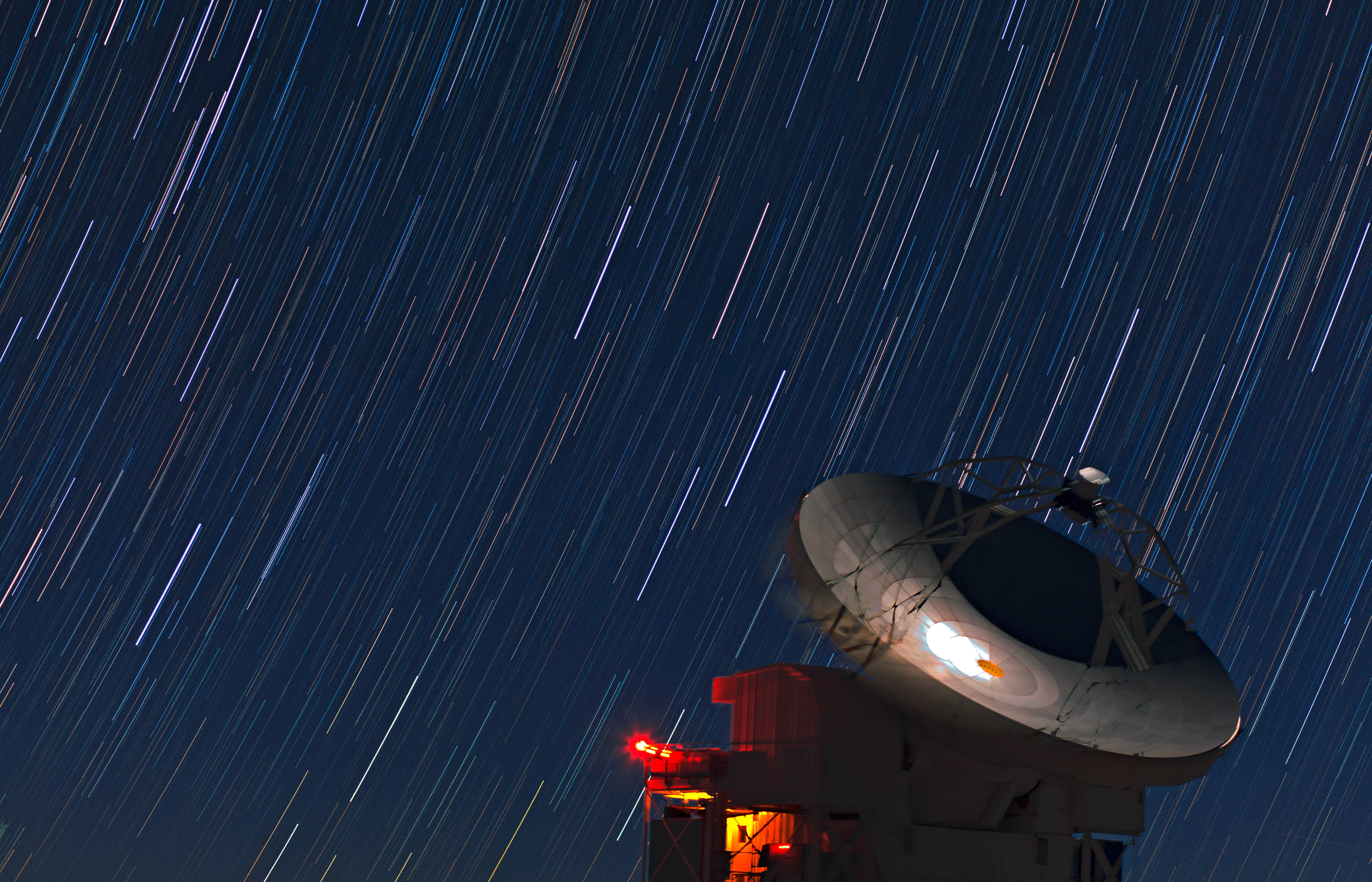
阿塔卡馬探路者實驗是馬克斯普朗克電波天文研究所、翁薩拉太空天文台和ESO共同協建的。

整個複合體的南翼是德國波恩大學的阿格蘭德天文研究所。

## 組織
研究所擁有三個主要的研究群體，每一個都有自己的主任：基礎物理（主任：Michael Kramer）、VLBI（主任：Anton Zensus）、和毫米波天文學（主任：Karl Menten）。

## 畢業生計畫
國際馬克斯·普朗克研究學校（International Max Planck Research School，IMPRS）與波恩大學和科隆大學合作，可以授予高度競爭的天文學和天文物理學的學生博士學位。

## 外部連結
- （页面存档备份，存于）
- [永久]